# Cocido maragato
Le cocido maragato est un mets espagnol ; c'est une préparation traditionnelle de la comarque de Maragatería dans la province de León, en Castille et León.
Il s’agit d’un cocido, sorte de pot-au-feu constituant l’alimentation traditionnelle des paysans qui ne prennent qu’un repas durant leur journée de travail.

## Recette
Le cocido maragato se compose d'une soupe épaisse, complétée de chou, de pois chiches (idéalement de Valdeviejas) et de sept viandes.
Une des originalités de ce cocido est que ses trois parties traditionnelles sont servies « à l’envers » : on sert d’abord les viandes, puis les légumes, et on termine par la soupe dont la texture épaisse permet de napper les viandes et légumes.
Ce plat est traditionnel à Astorga et dans les villages de la région du Maragato comme Castrillo de los Polvazares, Murias de Rechivaldo ou Santiago Millas.
Le plat se cuisine à petit feu : d'abord les viandes qui donnent un bouillon permettant d'élaborer la soupe dans laquelle on introduit les pois chiches ; les légumes se préparent à part.
De nos jours, pour répondre aux goûts des clients, le cocido est suivi de pâtisseries, pour terminer le repas dans les restaurants.

### La soupe
La soupe de ce cocido est de texture épaisse, afin de couvrir les viandes et les légumes.

## Origine et variantes
L'origine de ce mets serait la olla podrida, recette de cuisine médiévale encore pratiquée dans la région de Burgos.
D'autre variantes issues de ce même plat originel sont : la olla gitana (es), le cocido lebaniego, le cocido madrilène.
Le cocido montañés est assez différent des autres cocidos et en particulier du cocido maragato. En effet, il ne contient ni lentilles ni pois chiches et les viandes se limitent à des côtelettes de porc (costillares), de la morcilla, du chorizo et du lard. Il est plus proche d'un cassoulet.